# Port Arthur (film)
Port Arthur (francouzsky: Port-Arthur) je válečné drama z roku 1936, které režíroval Nicolas Farkas. V hlavních rolích hráli: Adolf Wohlbrück, Danielle Darrieuxová a Charles Vanel. Jednalo se o koprodukci Francie, Československa a Německa. Samostatné verze byly natočeny ve francouzštině a němčině, přičemž Adolf Wohlbrück hrál v obou verzích. Česká verze natočena nebyla. Film byl založen na stejnojmenném románu od Pierra Frondaieho. Natáčel se v pražských studiích Barrandov. Scénografii filmu navrhli umělecký režisér Alexandre Lochakoff, Štepán Kopecký a Vladimir Meingard. Premiéru měl v berlínském Ufa-Palast am Zoo 7. prosince 1936 a v Paříži měl premiéru o čtyři dny později.
Děj se odehrává v letech 1904 až 1905, během rusko-japonské války.